# Олімпійський стадіон Ататюрка
Олімпійський стадіон імені Ататюрка (тур. Atatürk Olimpiyat Stadyumu) — багатофункціональний стадіон у Стамбулі, Туреччина. Розташований у західному районі Башакшехір, він є найбільшим за кількістю міст стадіоном країни. Стадіон названо на честь Мустафи Кемаля Ататюрка, засновника та першого президента Турецької Республіки. Його будівництво розпочалося в 1999 році та було завершено у 2002 році. Спочатку його було збудовано для заявки Туреччини на проведення Олімпійських ігор 2008 року, яку зрештою було передано Пекіну, Китай. Вартість будівництва склала близько 140 мільйонів доларів США.
Завдяки своїй місткості 77 563 глядачі та олімпійським розмірам, 2004 року УЄФА присвоїв йому категорію «5-зірковий стадіон», що дало змогу приймати фінали змагань УЄФА. Фінал Ліги чемпіонів УЄФА 2005 року між «Міланом» та «Ліверпулем» було зіграно на Олімпійському стадіоні імені Ататюрка 25 травня 2005 року. Стадіон також сертифікований IAAF та МОК як одна з першокласних легкоатлетичних споруд і приймав кілька європейських легкоатлетичних змагань. Спочатку на стадіоні мав відбутися другий фінал Ліги чемпіонів між «Парі Сен-Жермен» та «Баварією» 30 травня 2020 року, але через пандемію COVID-19 у Європі матч було перенесено, а пізніше перенесено на серпень на «Ештадіу да Луж» у Лісабоні, Португалія, за зачиненими дверима. Потім стадіон був призначений для проведення фіналу 2021 року між «Манчестер Сіті» та «Челсі», але матч знову був перенесений до Португалії, цього разу на «Ештадіу ду Драган» у Порту. Стадіон приймав фінал Ліги чемпіонів УЄФА 2023 року між «Манчестер Сіті» та «Інтером» (Міланом).
Футбольна команда Суперліги «Істанбул ББ» використовувала цей стадіон як домашній стадіон, доки не переїхала на стадіон «Башакшехір Фатіх Терім» у 2014 році. Протягом футбольного сезону 2003—2004 років «Галатасарай» проводив свої домашні матчі на Олімпійському стадіоні імені Ататюрка, оскільки його власний стадіон «Алі Самі Єн», перебував на реконструкції. Згодом «Галатасарай» повернувся на «Алі Самі Єн» в сезоні 2004—2005, проте матчі групового етапу Ліги чемпіонів УЄФА 2006—2007 проводив на Олімпійському стадіоні імені Ататюрка. Через несприятливі погодні умови на рідному стадіоні «Сівасспор» також проводив деякі свої домашні матчі у межах Суперліги на Олімпійському стадіоні імені Ататюрка. У сезоні 2013-14 років «Бешикташ» використовував арену для проведення більшості своїх домашніх матчів із тієї самої причини, що й «Галатасарай», тоді як їхній власний стадіон «Водафон Парк» перебував у стадії будівництва. Після переходу до Суперліги 2020 року «Фатіх Карагюмрюк» використовує стадіон як свій домашній майданчик.

## Проєктування та будівництво
Олімпійський стадіон імені Ататюрка в Стамбулі спочатку задумувався як частина заявки міста на проведення Олімпійських ігор 2008 року.
Два сталеві дахи стадіону (вагою 2800 тонн та 1300 тонн) були виготовлені на заводі з виробництва сталевих конструкцій Tekfen у Джейхані, Адана. Західний дах, виконаний у формі півмісяця та складається переважно з головної балки вагою 1000 тонн, яка називається мега-фермою, підтримується двома залізобетонними валами з прольотом 196 м.
Завдяки 134 входам і 148 виходам, Олімпійський стадіон дозволяє евакуювати 80 000 глядачів протягом 7,5 хвилин у разі надзвичайної ситуації. Два додаткових поля (для розминки / тренувань) з'єднані безпосередньо з Олімпійським стадіоном тунелем.
Технічна інфраструктура та дизайн Олімпійського стадіону забезпечують оптимальну видимість з усіх трибун, однорідний рівень звуку (102 децибели) завдяки сучасним акустичним системам, а також освітлення 1 400 люкс, що охоплює всі зони стадіону.
Під західним дахом розташований комерційний центр площею 42 200 м², з довжиною переднього фасаду 450 м та загальною кількістю 6 поверхів (3 поверхи нижче рівня землі).

## Реконструкції та події
| 2004–05 | Ліверпуль      | 3-3 | Мілан       | 69 000 |
| 2022–23 | Манчестер Сіті | 1-0 | Інтер Мілан | 71 412 |

### Фінал Ліги чемпіонів УЄФА 2005 року
З 2002 по 2005 рік стадіон вміщував 80 597 глядачів (сидячих місць). Пізніше вона була зменшена до 76 092 (сидячих місць) шляхом видалення місць, з яких неможливо було бачити все поле, перед фіналом Ліги чемпіонів УЄФА 2005 року, фінальним матчем головного клубного футбольного змагання Європи в сезоні 2004-05 років. Подія, що отримала назву «Стамбульське диво», відбулася 25 травня 2005 року між англійським «Ліверпулем» та італійським «Міланом».

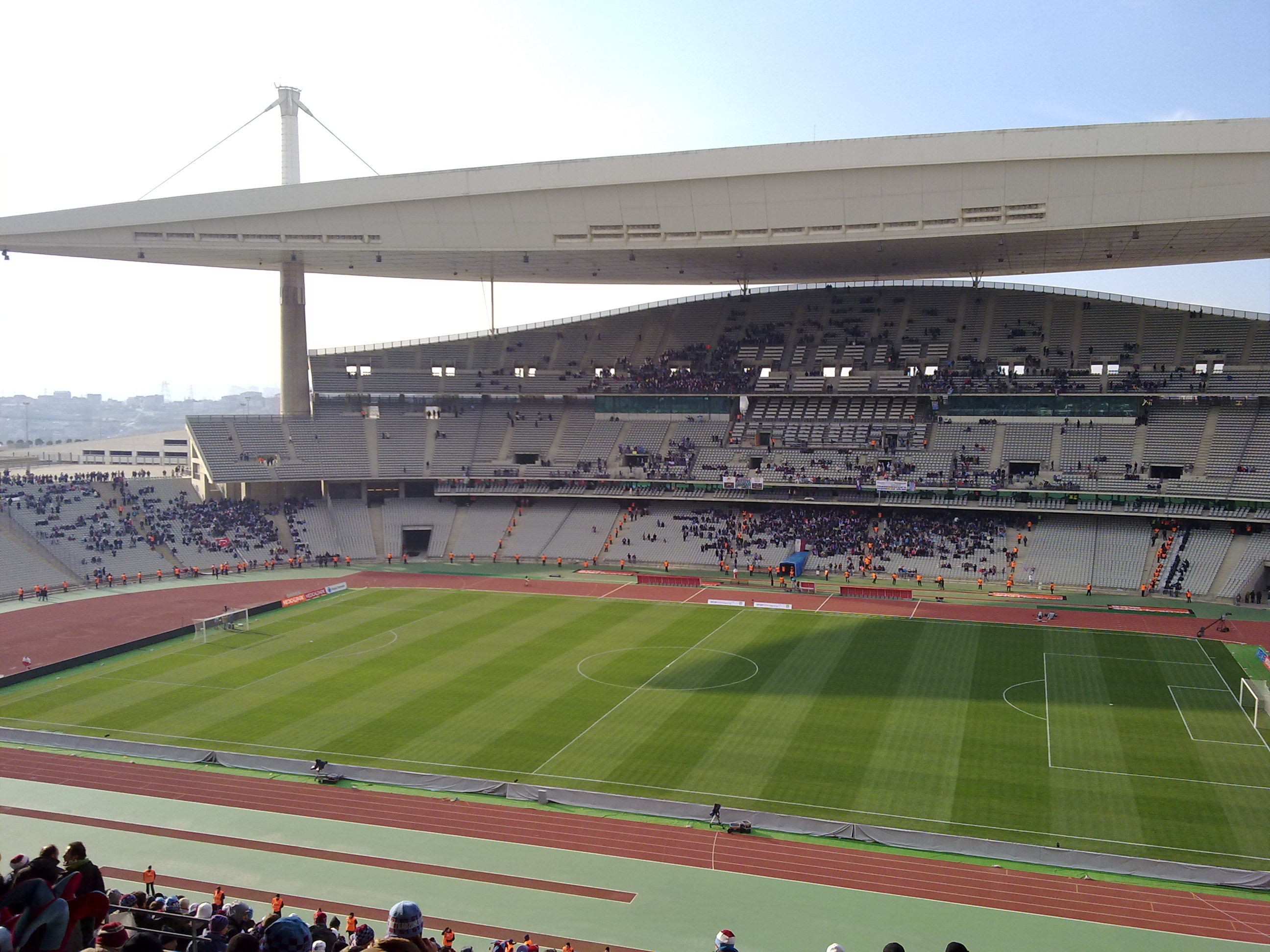
Внутрішній вигляд стадіону

### Плани УЄФА на Євро-2016
Стадіон був частиною заявки Туреччини на проведення Євро-2016. Щоб відповідати всім вимогам УЄФА для проведення чемпіонату, влада планувала провести масштабну реконструкцію стадіону. Планувалося збільшити місткість стадіону до більш ніж 90 000 глядачів і зробити його найбільшим стадіоном у світі, де кожне місце буде під дахом. Щоб збільшити чисту та валову місткість до 81 106 та 94 555 відповідно, поле мало бути знижене на 2,15 метра. З метою забезпечення більшої зручності для VIP-гостей та представників ЗМІ всі існуючі зони для гостей на 3-му та 4-му поверхах мали бути розширені. Крім того, планувалося додати 12 нових лож на західній трибуні та 32 на східній, щоб збільшити поточну кількість 36 скайбоксів; таким чином, після реконструкції їх мало бути загалом 80.

### Фінал Ліги чемпіонів УЄФА 2023 року
Фінал Ліги чемпіонів УЄФА 2020 року мав відбутися на стадіоні 30 травня 2020 року. Однак фінал було перенесено через пандемію COVID-19 у Європі, а згодом перенесено на «Ештадіу да Луж», Лісабон. На ньому мав відбутися фінал наступного сезону, однак 13 травня 2021 року УЄФА перенесла його через пандемію COVID-19 у Туреччині. 16 липня 2021 року УЄФА оголосила, що стадіон має прийняти фінал Ліги чемпіонів УЄФА 2023 року. 10 червня 2023 року відбувся матч між англійським «Манчестер Сіті» та італійським «Інтернаціонале» (Мілан). «Манчестер Сіті» виграв матч з рахунком 1–0 і здобув свій перший в історії титул переможця Ліги чемпіонів УЄФА.

### Плани УЄФА на Євро-2024

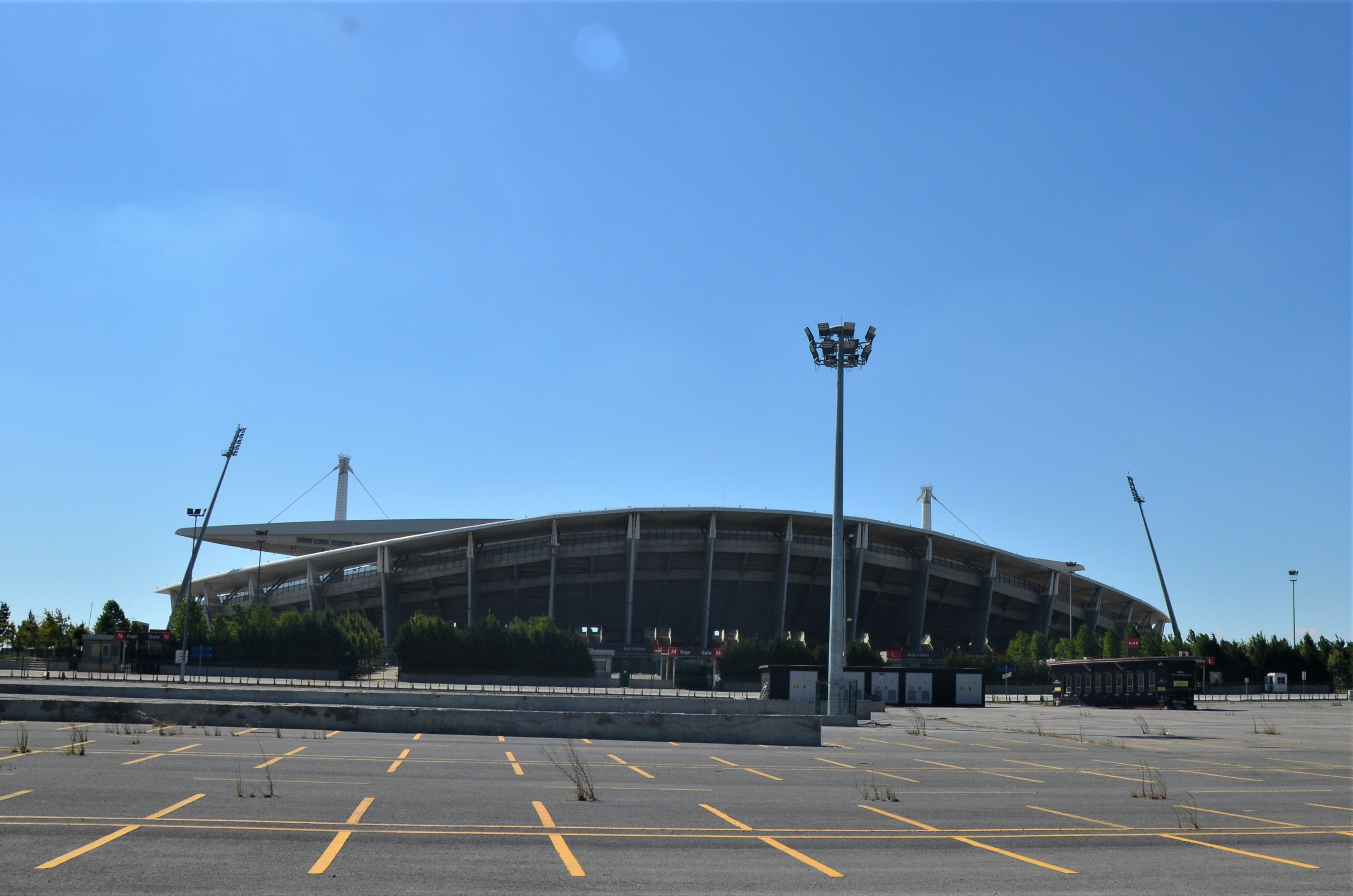
Зовнішній вигляд стадіону

Для заявки на проведення Євро-2024 Федерація футболу Туреччини планувала реконструювати стадіон. Трибуни були б розташовані ближче до поля, що зробило б його футбольним стадіоном із новою місткістю 92 208 осіб Через віддалення легкоатлетичної доріжки Туреччина планувала збудувати новий олімпійський стадіон поруч із Босфором для майбутніх літніх Олімпійських ігор. Реконструкцією займалася британська архітектурна компанія AFL Architects, розташована в Манчестері. На початку травня 2018 року вони опублікували перші візуалізовані зображення реконструйованої арени. Стадіон мав бути вкритий білим екзоскелетом зі склофібробетону та оснащений технологією уловлювання вітру для вироблення енергії. Дизайн був натхненний традиційними турецькими капелюхами та творами мистецтва.
У підсумку турнір Євро-2024 дістався Німеччині.

### Плани УЄФА на Євро-2032
До Євро-2032 Федерація футболу Туреччини запланувала реконструкцію стадіону. Трибуни будуть розташовані ближче до поля, що зробить його футбольним стадіоном з новою місткістю 72 000 глядачів Очікується, що до цього року його місткість буде зменшена порівняно з нинішньою, оскільки він стане одним з десяти турецьких об'єктів у спільній італійсько-турецькій заявці. У результаті турнір Євро 2032 буде проводитися в Туреччині та Італії.

## Концерти

### Тур U2 360°
6 вересня 2010 року відомий ірландський рок-гурт U2 дав аншлаговий концерт на стадіоні, який відвідали 54 278 фанатів, в рамках туру U2 360°, на розігріві якого виступив гурт Snow Patrol.

## Рекорди
| Рейтинг | Відвідуваність | Дата            | Матч                            |
| ------- | -------------- | --------------- | ------------------------------- |
| 1       | 79,414         | 31 липня 2002   | Галатасарай — Олімпіакос        |
| 2       | 77,512         | 22 вересня2013  | Бешикташ — Галатасарай          |
| 3       | 71,412         | 10 червня 2023  | Манчестер Сіті — Інтернаціонале |
| 4       | 71,334         | 21 вересня 2003 | Галатасарай — Фенербахче        |
| 5       | 71,230         | 12 вересня 2006 | Галатасарай — Бордо             |
| 6       | 70,847         | 03 серпня 2024  | Галатасарай — Бешикташ          |
| 7       | 69,000         | 25 травня 2005  | Мілан — Ліверпуль               |
| 8       | 68,515         | 15 травня 2022  | Трабзонспор — Алтай             |
| 9       | 66,300         | 13 серпня 2003  | Галатасарай — ЦСКА (Софія)      |
| 10      | 65,110         | 19 березня 2015 | Бешикташ — Брюгге               |

Матч-відкриття між «Галатасараєм» (Стамбул) та «Олімпіакосом» (Пірей) був другим за відвідуваністю матчем у Туреччині після матчу Другого дивізіону Туреччини 1981 року між «Гезтепе Ізмір» та «Каршіякаспором» на стадіоні «Ататюрк» в Ізмірі перед 80 000 вболівальників. На гру було продано близько 68 000 квитків, але ще 12 000 уболівальників, які заплатили, були впущені без квитків.